# Нурри, Адольф
Адольф Нурри (фр. Adolphe Nourrit; 3 марта 1802, Монпелье — 7 марта 1839, Неаполь) — наиболее востребованный французский оперный тенор второй половины 1820-х и первой половины 1830-х годов. Первый исполнитель партий Робера в опере «Роберт-Дьявол» и Рауля в «Гугенотах» Мейербера, Арнольда в «Вильгельме Телле» Россини, Элеазара в «Жидовке» Галеви и Мазаньелло в «Немой из Портичи». 

## Биография
Его отец Луи Нурри до того, как стать первым тенором Парижской оперы, работал рыночным торговцем. Своего сына он хотел вернуть в лоно коммерции, однако тот упросил друга отца, певшего в другом оперном театре Парижа, давать ему частные уроки. 
В 1826 году Нурри-младший, изучив традиции французских теноров haute-contre, дебютировал на оперной сцене вопреки нежеланию отца и снискал большой успех в партиях Пилада в «Ифигении в Тавриде» Глюка и Неоклеса в «Осаде Коринфа» Россини.
На протяжении десяти последующих лет карьера Нурри была триумфальной; особенно значительны были его успехи в «Вильгельме Телле» Россини, «Роберте Дьяволе» и «Гугенотах» Мейербера. Нурри также сочинял либретто (в частности, для знаменитого балета «Сильфида»), а познакомившись через Листа с Шубертом и пригласив его для выступлений во Францию, он перевёл тексты нескольких его песен. 
Яркой страницей в биографии Нурри стало его выступление в Брюсселе 25 августа 1830 года в опере «Немая из Портичи» на сюжет об освободительном восстании Мазаньелло: исполненный Нурри номер «Священная любовь к отчизне» настолько воспламенил слушателей, что по окончании спектакля в городе начались беспорядки, переросшие в Бельгийскую революцию.
Сохраняя сильный верхний диапазон мастеров предыдущего поколения, опиравшихся на технику falsettone, Нурри старался развить плотное грудное звучание. Среди молодых вокалистов, бравших у него уроки, были, в частности, Жанна Анаис Кастель и Мария Корнелия Фалькон.
Нурри слыл перфекционистом и скрупулёзно готовился к своим выступлениям. Известны случаи, когда он переписывал исполняемые тексты с тем, чтобы они лучше соответствовали его вокалу. Так произошло с арией Элеазара (Rachel, quand du seigneur) из оперы «Жидовка».

### Депрессия и самоубийство
В 1836 г. администрация Парижской оперы, ссылаясь на крайнюю загруженность Нурри, пригласила для работы в театре и другого знаменитого тенора, Жильбера Дюпре, который отказался от традиции использования тенорами смешанного регистра и стал первым использовать грудное до⁴ (do di petto), что остаётся стандартом для теноров до настоящего времени. Голос Дюпре обладал более мощным звучанием, и его новаторство повергло Нурри (к тому времени уже страдавшего излишним весом, заболеванием печени и хроническим кашлем) в депрессию. 
При поступлении в труппу Дюпре добился, чтобы партии в новых постановках равномерно распределялись между ним и Нурри, а также вытребовал право петь в «Немой из Портичи» и «Вильгельме Телле» — двух операх, к которым Нурри уже утратил всякий интерес. Чтобы вернуть себе былую монополию на теноровые партии, Нурри решил выйти на сцену в своей коронной роли Мазаньелло, однако из-за нарастающего хрипа не допел двух актов. Он покинул Париж и стал выступать в провинциальных театрах, но в Марселе не справился с арией Элеазара и из-за хрипа вновь ушёл со сцены.
В итоге Нурри перебрался в Италию, где стал учиться петь на итальянский манер у Гаэтано Доницетти, который занялся сочинением под его голос оперы «Полиевкт». Певец поступил в Неаполитанский оперный театр и успешно выступил на премьере оперы Меркаданте «Клятва» (1838). Впрочем, супруга Нурри вспоминала: «Этот голос, ранее столь чистый, столь разнообразный в своей гибкости, уже не был таковым: обретя силу, он стал красивым и полным тембра, но помимо этого, стал надломленным, надорванным». Выдающегося тенора не оставляли приступы неуверенности в себе, во время одного из которых он покончил с собой, выбросившись из окна вечером после приёма в его честь.
Останки Нурри были перевезены во Францию. В Марселе 24 апреля 1839 г. прошла траурная церемония, в ходе которой на органе играл Фредерик Шопен. Нурри был похоронен в Париже на кладбище Монмартр. Подробнейшая трёхтомная биография Нурри написана филологом Луи Мари Кишра.